# Partner(s) - Romantiche bugie
Partner(s) - Romantiche bugie è un film del 2005 scritto e diretto da Dave Diamond.

## Trama
Dave è un giovane avvocato che aspira a diventare socio dello studio in cui lavora, così come la sua collega Katherine. Pur di ottenere quel posto Dave decide di fingersi omosessuale, dando il via ad un susseguirsi di malintesi e bugie che è sempre più difficile tenere sotto controllo. Solo quando la situazione diventa insostenibile, Dave capisce che è arrivato il momento di uscire allo scoperto e raccontare la verità.